# Hassiba Boulmerka
Hassiba Boulmerka - (10 de julio de 1968 en Constantina, Argelia), es una atleta argelina especialista en carreras de media distancia que fue campeona olímpica de 1500 metros en los Juegos de Barcelona 1992 y campeona mundial en Tokio 1991 y Gotemburgo 1995. En 1995 fue galardonada con el Premio Príncipe de Asturias de los Deportes.

## Trayectoria atlética
Comenzó a hacer atletismo siendo una niña, y pronto se especializó en las pruebas de media distancia. Empezó participando en algunas competiciones de su país, y más tarde a nivel continental.
En 1988 y 1989 ganó los 800 y los 1.500 metros en los Campeonatos de África que se disputaron en la ciudad argelina de Annaba y Lagos respectivamente. Un mes más tarde participó en los Juegos Olímpicos de Seúl, su primera gran competición internacional, donde participó en los 800 y los 1.500 metros, aunque no pasó las eliminatorias.
En los años sucesivos sus resultados fueron mejorando poco a poco, y en 1991 llegó su consagración, al ganar la medalla de oro de los 1.500 metros de los Campeonatos del Mundo de Tokio. Era la primera mujer africana que ganaba un título mundial de atletismo. Ese año acabó 2.ª en el ranking mundial de la prueba con una marca 4:00,00 lograda en Zúrich poco antes de los mundiales.
Boulmerka despertó la atención de los medios de comunicación internacionales no solo por sus éxitos deportivos, sino por las amenazas que recibió de grupos fundamentalistas islámicos de su país por el hecho de correr en pantalón corto y negarse a usar el velo en los actos públicos, lo que según ellos va en contra de su religión. Esto la obligó la trasladar su residencia a Europa, en concreto a Francia.
Su mayor éxito deportivo llegó en los Juegos Olímpicos de Barcelona 1992, donde era una de las grandes favoritas y ganó la medalla de oro de los 1.500 metros, marchándose fácilmente de la rusa Lyudmila Rogachova en la última curva. El tiempo de Boulmerka fue de 3:55,30 que fue la mejor marca mundial de año y la mejor de toda su vida. Era la primera medalla de oro lograda por Argelia en unos Juegos Olímpicos, y la segunda medalla de oro lograda por una atleta musulmana, después de Nawal El Moutawakel.
En los dos años siguientes su rendimiento bajó bastante, aunque logró una medalla de bronce en los 1.500 metros de los Campeonatos del Mundo de Stuttgart 1993. Cuando parecía que su carrera deportiva estaba en declive, dio la sorpresa ganando la medalla de oro en los Campeonatos del Mundo de Gotemburgo 1995, en lo que era su segundo título mundial. Curiosamente esa fue su única victoria a lo largo de la temporada, y sería su última gran victoria.
Participó en los Juegos Olímpicos de Atlanta 1996, pero fue eliminada en las semifinales. Tras no participar en los Campeonatos del Mundo de Atenas 1997, a finales de esa temporada anunció su retirada del atletismo.
En 1995 recibió en Oviedo el Premio Príncipe de Asturias de los Deportes, para lo que el jurado tuvo en cuenta sus cualidades como atleta y también sus valores humanos.
Boulmerka trabaja en la actualidad para promover el deporte entre las mujeres de su país, como una forma de combatir el machismo imperante.

## Resultados
| Año  | Competición          | Lugar      | Puesto        | Marca   |
| ---- | -------------------- | ---------- | ------------- | ------- |
| 1989 | Copa del Mundo       | Barcelona  | 7.ª en 800 m  | 2:00,21 |
| 1991 | Campeonato del Mundo | Tokio      | 1.ª en 1500 m | 4:02,21 |
| 1992 | Juegos Olímpicos     | Barcelona  | 1.ª en 1500 m | 3:55,30 |
| 1993 | Campeonato del Mundo | Stuttgart  | 3.ª en 1500 m | 4:04,29 |
| 1994 | Copa del Mundo       | Londres    | 1.ª en 1500 m | 4:01,05 |
| 1995 | Campeonato del Mundo | Gotemburgo | 1.ª en 1500 m | 4:02,42 |

## Marcas personales
- 800 metros - 1:58,72 (Roma, 17 Jul 1991)
- 1.500 metros - 3:55,30 (Barcelona, 8 Ago 1992)

| Predecesora: · Martina Navrátilová · República Checa | 9.º Premio Príncipe de Asturias de los Deportes 1995 | Sucesor: Carl Lewis Estados Unidos |